# 멜린다 앤 멜린다
《멜린다 앤 멜린다》(영어: Melinda and Melinda)는 미국에서 제작된 우디 앨런 감독의 2004년 코미디 드라마 영화이다. 라다 미첼 등이 출연하였고, 레티 에런슨 등이 제작에 참여하였다.

## 줄거리
네 명의 작가가 저녁 식사를 하며 코미디와 비극의 가치에 대해 이야기한다. 삶이 본질적으로 희극적인지 비극적인지에 대한 질문이 제기된다. 네 명 중 한 명이 자신이 어디선가 들은 실제 이야기를 제안한다. 멜린다라는 이름의 정신없이 불안한 여인이 한 부부가 주최한 저녁 파티를 방해하고, 불륜과 자살 시도를 포함한 일련의 사건이 이어진다. 그룹의 두 저명한 극작가는 이 이야기를 각자의 버전으로 풀어내기 시작하는데, 하나는 희극적이고 다른 하나는 비극적이다.
비극적인 이야기에서, 실패한 배우 리와 부유한 사교계 명사 로렐로 구성된 부부의 친구이자 미망인인 멜린다는 그들의 집에 머물게 된다. 이야기의 진행 도중, 그녀는 알코올 중독과 약물 남용 전력 때문에 자녀 양육권을 잃게 된다. 멜린다가 가족을 잃은 슬픔 때문에 우울해한다고 생각한 로렐은 그녀가 남자친구를 찾도록 돕기로 결정한다. 파티에서 두 여인은 같은 남자, 피아니스트이자 작곡가인 엘리스 문송에게 반하게 된다. 멜린다는 엘리스와 데이트를 시작하고, 엘리스는 또한 로렐과 불륜 관계를 시작한다. 한 데이트에서 멜린다는 엘리스에게 자신의 남편 죽음이 모두가 믿는 것처럼 우발적인 것이 아니었음을 밝힌다. 사실 그녀는 남편이 자신을 속이고 있음을 발견한 후 그를 죽였다. 어느 날 저녁, 로렐은 리가 자신의 연기 학생 중 한 명과 불륜을 저지르고 있음을 알게 된다. 자신을 변호하며 리는 로렐이 엘리스와 자신을 속이고 있다는 것을 알고 있다고 언급하고, 멜린다가 이를 엿듣는다. 로렐과 엘리스가 이를 그녀에게 확인시켜주자, 괴로워하는 멜린다는 건물에서 뛰어내리려 시도한다. 그러나 엘리스가 그녀를 구해낸다.
희극적인 이야기에서, 멜린다는 실패한 배우 호비와 영화 제작 지망생 수잔으로 구성된 부부의 이웃이다. 호비는 멜린다에게 반해 그녀와 친구 관계를 맺는다. 수잔과의 관계가 위태로움에도 불구하고, 호비는 불륜을 고려하는 것조차 죄책감을 느낀다. 가게에서 그는 낡은 램프를 발견하고, 수잔을 해치지 않고 멜린다와 연애 관계를 맺을 방법을 바라며 램프를 문지른다. 호비가 집으로 돌아오자, 그는 수잔이 다음 영화를 제작할 수 있는 후보 중 한 명과 성관계를 하고 있는 것을 발견한다. 기뻐한 호비는 수잔과 헤어지고 멜린다에게 데이트 신청을 한다. 그러나 그가 그녀에게 자신의 감정을 고백하기도 전에, 호비는 멜린다가 길에서 만난 피아니스트와 관계를 시작했음을 알게 된다. 멜린다와 그녀의 새 남자친구는 비밀리에 질투하는 호비가 여자친구를 찾도록 돕기로 결정한다. 그들은 그를 플레이보이 모델과 연결시켜주고, 넷은 할로윈에 영화를 보고 파티에 참석하는 데이트를 한다

## 출연진
- 추이텔 에지오포
- 윌 페럴
- 조니 리 밀러
- 라다 미첼
- 어맨다 피트
- 클로이 세비니
- 월리스 숀
- 데이비드 에런 베이커
- 아리아 버레이키스
- 조시 브롤린
- 스티브 커렐
- 셜롬 할로
- 잭 오스
- 래리 파인
- 비네사 쇼
- 브룩 스미스
- 대니얼 순자타
- 맷 서비토
- 앤디 보러위츠
- 크리스티나 커크

## 기타 제작진
- 공동 제작: 헬렌 로빈
- 배역: 줄리엣 테일러
- 미술: 산토 로콰스토
- 의상: 주디 러스킨 하월